# Кристиан Панучи
Кристиан Панучи (на италиански: Christian Panucci) е италиански футболист. Роден на 12 април 1973 в Савона, Италия. Висок е 1,81 m и тежи 73 kg. Към момента е старши треньор на националния отбор по футбол на Албания.
Прекарва три сезона в периода 1993 – 1996 година в легендарния отбор на Милан, където е твърд титуляр в тима на Фабио Капело преди двамата да преминат в Реал (Мадрид). С Милан е носител на две титли на Италия, по една титла на Шампионската лига и Суперкупата на Европа. С Реал Мадрид печели титла на Испания, Шампионската лига и Междуконтиненталната купа. Защитникът е играл още за отборите на Дженоа, Интер, Челси и Монако.